# Falschgeldstelle H 31
Als Falschgeldstelle H 31 wird die Hauptgruppe 31 im Zentralbereich H (Bargeld) der Deutschen Bundesbank bezeichnet (National Counterfeit Centre, NCC). Vor 2015 wurde sie als Hauptgruppe H 12 in der Organisationsstruktur der Deutschen Bundesbank geführt. Sie ist zugleich nationales Analysezentrum (engl. National Analysis Centre, NAC) für Banknoten und nationales Münzanalysezentrum (engl. Coin National Analysis Centre, CNAC).
Die Ent- und Versorgung mit Bargeld ist eine der Kernaufgaben des Staates, und die Deutsche Bundesbank nimmt dies im Bargeldbereich für Deutschland wahr. Die Analyse von Falschgeld wird in Deutschland von der Deutschen Bundesbank vorgenommen; die Falschgeldstelle ist Kooperationspartner der Strafverfolgungsbehörden (z. B. BKA, Referat SO 42). In anderen Staaten wird diese Analysefunktion von den jeweiligen Strafverfolgungsbehörden selbst ausgeführt, wie in den Vereinigten Staaten vom United States Secret Service. oder im Eurosystem von der slowenischen Polizei, die als nationales Analysezentrum fungiert.
Die Falschgeldstelle befindet sich in der Hauptverwaltung der Bundesbank in Mainz und beschäftigt 50 Mitarbeiter. Entsprechende europäische Behörden sind das Falschgeld-Analysezentrum (Counterfeit Analysis Centre, CAC) bei der EZB und für Münzen das Europäische technische und wissenschaftliche Zentrum (European Technical and Scientific Centre, ETSC) beim OLAF.

## Aufgabengebiete

### Bearbeitung gefälschter Noten
Die Noten werden je nach Region direkt von den Filialen der Bundesbank nach Mainz eingesandt oder zunächst der örtlichen Polizei übergeben, die sie bei Bedarf an das Analysezentrum weiterleitet. Da es sich bei der Fälschung und Inverkehrbringung von Falschgeld um eine Straftat handelt, obliegt die Verfolgung der Täter jedoch einzig und allein der Polizei und den Staatsanwaltschaften. Zur Verhinderung von Bargeldfälschungen arbeitet die Deutsche Bundesbank beispielsweise in der internationalen Arbeitsgruppe zur Falschgeldbekämpfung (CBCDG) mit. Diese war unter anderem für die Einführung von so genannten Fälschungsbekämpfungssystemen (counterfeit deterrence system) zuständig, die in Druckern, Scannern und Kopierern die Vervielfältigung von Banknoten verhindern.
Gefälschte Geldscheine werden 20 Jahre lang aufbewahrt. Im Keller der Bundesbank-Zentrale lagern rund drei Millionen falsche Noten in verschiedenen Währungen.

### Bearbeitung beschädigter Noten
Wenn Geldscheine aus Versehen in den Aktenvernichter gelangen, können diese kostenlos durch das Analyeszentrum der Deutschen Bundesbank ersetzt und umgetauscht werden. Dies gilt auch für zerfressene, vermoderte und verbrannte Scheine. Gerade bei Wohnungsbränden kann es passieren, dass größere Bargeldmengen zu Asche werden. Mit Mikroskop und Pinzette arbeiten 15 Mitarbeiter detektivisch an der Rekonstruktion dieser verbrannten Scheine. Schicht für Schicht wird nach Anhaltspunkten auf den bisherigen Wert untersucht. Bereits ein Quadratmillimeter genügt hierfür. Eindeutige Hinweise geben meist Zahlen, Blindenelemente, Silberfäden oder Hologramme. Notenbanken in Europa ersetzen Banknoten in voller Höhe, wenn mehr als 50 Prozent vorliegen oder der Nachweis erbracht werden kann, dass der Rest vernichtet ist. Diese Regelung soll verhindern, dass ein beschädigter Schein "verdoppelt" wird.

#### Annahme von der Flut Juli 2021 verschmutzter Scheine
Bis Ende September 2021 sind rund 65 Millionen Euro an Banknoten, die beim Hochwasser in Deutschland typisch mit Schlamm, Abwasser und Heizöl stark verschmutzt wurden, von Banken und Privatleuten bei der Bundesbank eingereicht worden. Diese wurden im Analysezentrum für Falschgeld und beschädigte Banknoten gewaschen, getrocknet, untersucht und erstattet. Für Privatpersonen ist der Service kostenlos. Für diese Zwecke wurden extra Wäschetrockner angeschafft und ein knappes Jahr nach der Flut an das Haus der Geschichte in Bonn abgegeben.

## Statistik
Im Jahre 2004 erstattete die Bundesbank Scheine im Wert von 12,6 Millionen Euro, darunter 2,6 Millionen Deutsche Mark. Fast 18.900 Anträge wurden bearbeitet, 1390 Fälle abgelehnt. Eine spezielle Ausbildung für die detektivische Identifizierung vernichteter Banknoten und Münzen gibt es nicht. Der größte Auftrag für das Service-Zentrum resultierte bislang aus einer Straftat. Dabei handelte es sich um das Lösegeld aus der Oetker-Entführung, von denen 12.558 Tausendmarkscheine im Jahre 1997 überraschend wieder auftauchten. Das Lösegeld war jahrelang vergraben, Feuchtigkeit und Insektenfraß hatten die Scheine entstellt. Die Bundesbank ersetzte der Familie Oetker knapp 13 Millionen Mark. Hochkonjunktur hat das Mainzer Service-Zentrum der Bundesbank meist im Januar. Dann nämlich kommen die an den Weihnachtsfeiertagen verbrannten Geldscheine dort an. Die Fälle sind vielfältig. So können bei einem in Brand geratenen Weihnachtsbaum Geschenke in Form von Bargeld verbrennen. Auch zerrissene Geldumschläge oder im Kamin verstecktes Bargeld sind häufige Ursachen für den Einsatz des Bundesbank-Service-Zentrums.